# Саломаты (Кировская область)
Саломаты — деревня в Зуевском районе Кировской области в составе Мухинского сельского поселения.

## География
Находится на расстоянии примерно 41 километр на юг от районного центра города Зуевка.

## История
Упоминается с 1717 года как починок Саврасовский (нынешнее название прижилось уже в XIX веке, относилось к местному ключу) с 1 двором и 10 душами мужского пола, в 1764 году 119 жителей. В 1873 году отмечено было дворов 28 и жителей 231, в 1905 году 25 и 136, в 1926 29 и 147. В 1950 году было учтено хозяйств 26 и жителей 72. В 1989 году учтено 33 жителя. 

## Население
Постоянное население  составляло 30 человек (русские 94%) в 2002 году, 5 в 2010.